# Valdimar Þór Ingimundarson
Valdimar Þór Ingimundarson (Reykjavík, 1999. április 28. –) izlandi válogatott labdarúgó, a norvég Sogndal csatárja.

## Pályafutása

### Klubcsapatokban
Valdimar az izlandi fővárosban, Reykjavíkban született. Az ifjúsági pályafutását a helyi Fylkir akadémiájánál kezdte.
2016-ban mutatkozott be a Fylkir első osztályban szereplő felnőtt csapatában. Először 2016. július 11-én, a Throttur ellen 4–1-re megnyert mérkőzésen lépett pályára és meg szerezte első profi gólját is. 2016-ban kiestek a másodosztályba. A 2017-es szezonban 17 mérkőzésen elért három góljával is hozzájárult a klub első osztályba való visszatérésében. 2020. szeptember 18-án a norvég Strømsgodset csapatához igazolt. Szeptember 20-án a Sandefjord elleni mérkőzés 64. percében Tobias Fjeld Gulliksen cseréjeként debütált.
2022. január 25-én a másodosztályú Sogndalhoz szerződött.

### A válogatottban
2022-ben debütált az izlandi válogatottban. Először 2022. január 12-én, Uganda ellen 1–1-es döntetlennel zárult barátságos mérkőzésen debütált.

## Statisztikák
2022. szeptember 17. szerint
| Klub         | Szezon   | Osztály         | Bajnokság | Bajnokság | Kupa  | Kupa | Nemzetközi | Nemzetközi | Összesen | Összesen |
| Klub         | Szezon   | Osztály         | Meccs     | Gól       | Meccs | Gól  | Meccs      | Gól        | Meccs    | Gól      |
| ------------ | -------- | --------------- | --------- | --------- | ----- | ---- | ---------- | ---------- | -------- | -------- |
| Fylkir       | 2016     | Pepsideild      | 3         | 1         | 1     | 0    | —          | —          | 4        | 1        |
| Fylkir       | 2017     | Inkasso-deildin | 17        | 3         | 2     | 1    | —          | —          | 19       | 4        |
| Fylkir       | 2018     | Pepsideild      | 15        | 2         | 0     | 0    | —          | —          | 15       | 2        |
| Fylkir       | 2019     | Pepsideild      | 21        | 6         | 4     | 6    | —          | —          | 25       | 12       |
| Fylkir       | 2020     | Pepsideild      | 14        | 8         | 7     | 7    | —          | —          | 21       | 15       |
| Fylkir       | Összesen | Összesen        | 70        | 20        | 14    | 14   | 0          | 0          | 84       | 34       |
| Strømsgodset | 2020     | Eliteserien     | 11        | 2         | 0     | 0    | —          | —          | 11       | 2        |
| Strømsgodset | 2021     | Eliteserien     | 15        | 0         | 1     | 0    | —          | —          | 16       | 0        |
| Strømsgodset | Összesen | Összesen        | 26        | 2         | 1     | 0    | 0          | 0          | 27       | 2        |
| Sogndal      | 2022     | OBOS-ligaen     | 24        | 6         | 1     | 0    | —          | —          | 25       | 6        |
| Összesen     | Összesen | Összesen        | 120       | 28        | 15    | 14   | 0          | 0          | 136      | 42       |

### A válogatottban
| Válogatott | Év       | Pályára lépés | Gól |
| ---------- | -------- | ------------- | --- |
| Izland     | 2022     | 1             | 0   |
| Összesen   | Összesen | 1             | 0   |

## Sikerei, díjai
Fylkir
- Inkasso-deildin
  - Feljutó (1): 2017

## Fordítás
Ez a szócikk részben vagy egészben  a   Valdimar Þór Ingimundarson című angol Wikipédia-szócikk fordításán alapul.  Az eredeti cikk szerkesztőit annak laptörténete sorolja fel. Ez a jelzés csupán a megfogalmazás eredetét és a szerzői jogokat jelzi, nem szolgál a cikkben szereplő információk forrásmegjelöléseként.